# الباقي من الزمن ساعة (مسلسل)
الباقي من الزمن ساعة مسلسل من إنتاج التلفزيون المصري عام 1982 من رواية الأديب العالمي الراحل نجيب محفوظ. 

## ملخص القصة
تدور الأحداث حول أسرة مترابطة مكونة من عدد من الأفراد، لكن تسبب وفاة كبير العائلة في حدوث عدد من المشاكل، حيث يتورط أحدهم في قضية قتل، في حين يفلس آخر، ومنهم من يفكر في خيانة زوجته، وغيرها من المشاكل، لكن تحاول الجدة أن تجمعهمغ مرة أخرى لتنقذ ما تبقى من العائلة.

## الأبطال
- فريد شوقي في دور حامد (كبير العائلة)
- عزت العلايلي في دور محمد (الابن الأكبر لحامد و سنية)
- حسين فهمي في دور سليمان بهجت
- مديحة يسري في دور سنية (الزوجة الأولى لحامد)
- فردوس عبد الحميد في دور منيرة (الابنة الصغرى لحامد و سنية)
- منى جبر في دور ألفت زوجة محمد
- محمد رضا في دور الباشا
- سناء يونس في دور كوثر (الابنة الوسطى لحامد و سنية)
- ميمي جمال في دور ميرفت (الزوجة الثانية لحامد أي ضرة سنية)
- عبد الرحمن أبو زهرة في دور فؤاد (شقيق سليمان)
- إبراهيم الشامي في دور محامي ميرفت
- كمال ياسين
- صلاح نظمي
- نجوى فؤاد في دور زهيرة الراقصة (زوجة سليمان الثانية أي ضرة منيرة)
- علي الحجار في دور رشاد (ابن كوثر و الباشا)
- فايزة كمال في دور سهام (ابنة محمد و ألفت)
- أحمد عبد العزيز في دور أمين (الابن الأكبر لمنيرة و سليمان)
- أشرف سيف في دور شفيق (ابن محمد و ألفت)
- شريف منير في دور علي (الابن الأصغر لمنيرة و سليمان)
- محمد خيري
- حسين الإمام في دور عزيز (المحتال باسم النضال و زوج سهام العرفي)
- ألفت إمام في دور هند (ابنة مغربي وزميلة أمين بكلية الطب و خطيبته أيضاً)
- فتحية قنديل
- محمود العراقي في دور الأسطى مغربي (الميكانيكي)
- رأفت فهيم
- جمال إسماعيل
- بدر نوفل
- عبد الوهاب خليل
- علي جوهر
- نوال هاشم
- فوزية الأنصاري
- خليل مرسي
- حسن العدل
- توفيق الكردي
- حسين الشريف
- أنور مدكور
- عزت المشد
- حسن مصطفى
- سيد عبد الباسط
- نادية شمس الدين
- محمود خطاب
- مصطفى كمال
- موسى سالم
- يوسف حسنين
- سيد مصطفى
- أحمد بهلول
- أنور ناشد
- سمير رستم
- أمين عنتر
- عبد الجواد متولي
- سميحة محمد
- أحمد أبو عبية
- مصطفى توفيق
- نهاد رامي
- محمد سعيد
- أبو السعود عطية
- حمدي الشريف
- عبد المنعم النمر
- محمد عبد النبي
- سليمان حسين
- نادية عبد الواحد
- فوزي أبو المجد

### الأطفال
- محمود لاشين
- هبة عبد اللطيف
- هند عبد اللطيف
- أحمد عزت
- نادر حسن
- لمياء مصطفى
- سامح سعيد
- محمود عبد الوهاب

### الوجوه الجديدة
- نهى العمروسي في دور زكية
- محمد سُبُل
- محمود عبد اللطيف
- جيهان مصطفى
- مروان لبيب
- سحر
- أمير كدواني
- سناء سليمان
- رفيق زكي
- شادية عبد الحميد
- شريف خير الله في دور حسام

### فريق العمل
- قصة: نجيب محفوظ
- سيناريو و حوار: عصام الجمبلاطي و هاني لاشين
- موسيقى تصويرية و ألحان: جمال سلامة
- كلمات الأغاني: سيد حجاب
- غناء: علي الحجار
- إنتاج فني: ممدوح الليثي
- إخراج: هاني لاشين